# Sierra Leone op de Olympische Zomerspelen 2020
Sierra Leone nam deel aan de Olympische Zomerspelen 2020 in Tokio, Japan. Er werden op deze spelen van 23 juli tot en met 8 augustus 2021 geen medailles behaald door deelnemers uit Sierra Leone. De vlaggendrager van Sierra Leone, judoka Frederick Harris, verscheen niet op de weging voorafgaand aan zijn onderdeel en kwam daardoor niet in actie tijdens de spelen. 

## Atleten
Onderstaand een lijst met deelnemers per sport.
| sport    | mannen | vrouwen | totaal |
| -------- | ------ | ------- | ------ |
| Atletiek | 0      | 1       | 1      |
| Judo     | 1      | 0       | 1      |
| Zwemmen  | 1      | 1       | 2      |
| totaal   | 2      | 2       | 4      |

## Sporten

### Atletiek
Vrouwen
Loopnummers
| atlete        | onderdeel | series | series | kwartfinale | kwartfinale | halve finale   | halve finale   | finale         | finale         |
| atlete        | onderdeel | tijd   | rang   | tijd        | rang        | tijd           | rang           | tijd           | rang           |
| ------------- | --------- | ------ | ------ | ----------- | ----------- | -------------- | -------------- | -------------- | -------------- |
| Maggie Barrie | 100 m     | 11,53  | 2 Q    | 11,45       | 7           | niet geplaatst | niet geplaatst | niet geplaatst | niet geplaatst |

### Judo
Mannen
| atleet           | onderdeel | eerste ronde         | tweede ronde         | derde ronde          | kwartfinale          | halve finale         | herkansing           | finale / BM          | finale / BM    |
| atleet           | onderdeel | tegenstander uitslag | tegenstander uitslag | tegenstander uitslag | tegenstander uitslag | tegenstander uitslag | tegenstander uitslag | tegenstander uitslag | rang           |
| ---------------- | --------- | -------------------- | -------------------- | -------------------- | -------------------- | -------------------- | -------------------- | -------------------- | -------------- |
| Frederick Harris | −81 kg    | bye                  | Fatiyev V DNS        | niet geplaatst       | niet geplaatst       | niet geplaatst       | niet geplaatst       | niet geplaatst       | niet geplaatst |

### Zwemmen
Mannen
| atleet      | onderdeel       | series | series | halve finale   | halve finale   | finale         | finale         |
| atleet      | onderdeel       | tijd   | rang   | tijd           | rang           | tijd           | rang           |
| ----------- | --------------- | ------ | ------ | -------------- | -------------- | -------------- | -------------- |
| Joshua Wyse | 50 m vrije slag | 27,90  | 71     | niet geplaatst | niet geplaatst | niet geplaatst | niet geplaatst |

Vrouwen
| atlete       | onderdeel       | series | series | halve finale   | halve finale   | finale         | finale         |
| atlete       | onderdeel       | tijd   | rang   | tijd           | rang           | tijd           | rang           |
| ------------ | --------------- | ------ | ------ | -------------- | -------------- | -------------- | -------------- |
| Tity Dumbuya | 50 m vrije slag | 31,56  | 74     | niet geplaatst | niet geplaatst | niet geplaatst | niet geplaatst |